# Pearlie
Pearlie ist eine australisch-kanadische Zeichentrickserie. Sie basiert auf einer Kinderbuch-Reihe der australischen Komikerin, Autorin und Radio-Moderatorin Wendy Harmer.

## Handlung
Verborgen im Jubilee-Park, gelegen im Herzen einer Großstadt, lebt die kleine Fee Pearlie. Mit ihren Freunden Jaspaer und Opala kümmert sie sich aufopferungsvoll um dessen Bewohner und sorgt im Auftrag der Elfenorganisation für Ordnung. Doch die böse Saphira, Pearlies Cousine, versucht immer wieder, die Pläne der Freunde zu sabotieren und ihnen das Leben zu erschweren. Dabei wird sie von der Fledermaus Ludwig unterstützt.
Die Geschichten von Pearlie fokussieren Themen wie Problemlösung und Zusammenarbeit.

## Produktion und Veröffentlichung
Die Serie ist eine Koproduktion der Unternehmen Nelvana und Sticky Pictures, zusammen mit den Nickelodeon Animation Studios. Basierend auf der Idee von Wendy Harmer entstanden 26 Episoden in einer Staffel. Regie führten Neil Affleck und Michael Zarb. Als Produzenten waren Rodney Whitham und Merle-Anne Ridley für das Projekt tätig. Die musikalische Gestaltung unterlag dem Komponisten Clive Harrison.
In Australien feierte die Serie am 3. Oktober 2009 ihre Premiere bei Network 10. Die deutschsprachige Erstausstrahlung fand am 2. November 2009 beim Sender KI.KA statt. 

## Synchronisation
Die deutsche Synchronfassung entstand beim Studio Blackbird Music in Berlin, unter der Dialogregie von Fritz Rott und nach einem Buch von Ralf Vornberger. Für die Liedtexte zeigte sich Wolfgang Ziffer verantwortlich.
| Rollenname  | Originalsprecher     | Deutscher Sprecher |
| ----------- | -------------------- | ------------------ |
| Pearlie     | Marieve Herington    | Luisa Wietzorek    |
| Saphira     | Michelle Monteith    | Tanya Kahana       |
| Jaspaer     | Nathaniel Stephenson | –                  |
| Opala       | Hélène Joy           | Kaya Marie Möller  |
| Ludwig      | Jonathan Wilson      | Wolfgang Ziffer    |
| Marley      | Nathan Stephenson    | Robin Kahnmeyer    |
| Grobschmatz | David Berni          | Lutz Mackensy      |

## Episodenliste
| Nummer | Nummer | Originaltitel             | Deutscher Titel              | Deutsche Erstausstrahlung (KI.KA) |
| ------ | ------ | ------------------------- | ---------------------------- | --------------------------------- |
| 1      | a      | Moth Balls                | Der Mottenball               | 2. November 2009                  |
| 1      | b      | Snip And Snit             | Ein fieser Kobold            | 29. September 2010                |
| 2      | a      | Dial A Dilemma            | Die Astro-Hotline            | 26. November 2009                 |
| 2      | b      | Throwing Down             | Das Elfen-Horn               | 3. November 2009                  |
| 3      | a      | Hurly Burly               | Willkommen im Jubilee-Park   | 6. Januar 2010                    |
| 3      | b      | Dude Ranch                | Die Muschel-WG               | 27. November 2009                 |
| 4      | a      | Tooth Affairy             | Die Zahn-Affäre              | 4. November 2009                  |
| 4      | b      | Trick In The Stick        | Der vertauschte Zauberstab   | 4. Oktober 2010                   |
| 5      | a      | If The Boot Fits          | Der Stiefeldieb              | 30. November 2009                 |
| 5      | b      | Peruvian Toadstool        | Peruanische Fliegenpilze     | 5. November 2009                  |
| 6      | a      | White Shade Of Pale       | Der Schneemann ist los!      | 1. Dezember 2009                  |
| 6      | b      | Flower Talk               | Das Flower-Power-Parfum      | 6. Oktober 2010                   |
| 7      | a      | Dot Between The Eyes      | Pickel-Panik                 | 6. November 2009                  |
| 7      | b      | Ratopia                   | Rattopia                     | 7. Oktober 2010                   |
| 8      | a      | Dragonball Run            | Das Libellen-Rennen          | 3. Dezember 2009                  |
| 8      | b      | The Bitey Bitedown        | Opernflöhe                   | 9. November 2009                  |
| 9      | a      | The Big Doll              | Der verzauberte Menschling   | 4. Dezember 2009                  |
| 9      | b      | Are You Being Served?     | Gefeuert und verstoßen       | 11. Oktober 2010                  |
| 10     | a      | Ant Misbehavin’           | Die Rache der Ameisenkönigin | 10. November 2009                 |
| 10     | b      | Frilled Neck And Neck     | Ein Drache im Park?          | 12. Oktober 2010                  |
| 11     | a      | Fairy-tastic Fall         | Die Herbst-Fee               | 8. Dezember 2009                  |
| 11     | b      | The Fern Turns            | Krähen-Alarm!                | 11. November 2009                 |
| 12     | a      | Dream On                  | Träum weiter!                | 9. Dezember 2009                  |
| 12     | b      | No Place Like Gnome       | Ein schwieriger Job          | 14. Oktober 2010                  |
| 13     | a      | Rat-Tanic                 | MS Rattitanic                | 12. November 2009                 |
| 13     | b      | No Swimming Allowed       | Pearlies Pool Party          | 15. Oktober 2010                  |
| 14     | a      | Twinkle-Twinkle Diva Star | Zickenalarm!                 | 11. Dezember 2009                 |
| 14     | b      | Secrets And Whispers      | Die Überraschungsparty       | 13. November 2009                 |
| 15     | a      | Hide And Go Eek           | Die Geisterbahn              | 14. Dezember 2009                 |
| 15     | b      | Dust Busters              | Das Feenstaub-Rezept         | 19. Oktober 2010                  |
| 16     | a      | Roller Fairy              | Im Rollschuh-Fieber          | 16. November 2009                 |
| 16     | b      | Fairy Factor              | Das Putzfee-Diplom           | 20. Oktober 2010                  |
| 17     | a      | Bongo Boys                | Marley, der Rockstar         | 16. Dezember 2009                 |
| 17     | b      | Prickly Friends           | Freundschaftsbeweise         | 17. November 2009                 |
| 18     | a      | Fairy Godmother Bother    | Das Treffen der Guten Feen   | 17. Dezember 2009                 |
| 18     | b      | Go Go Gobsmack            | Grobschmatz’ zweite Chance   | 22. Oktober 2010                  |
| 19     | a      | Rose Petal Pearlie        | Pearlies Rosenblüten-Muffins | 18. November 2009                 |
| 19     | b      | Come Fly With Me          | Bezaubernde Flugkünste       | 25. Oktober 2010                  |
| 20     | a      | Sterling Effort           | Verlorene Liebesmüh’         | 21. Dezember 2009                 |
| 20     | b      | Elf Prankin’              | Der Elfen-Streich            | 19. November 2009                 |
| 21     | a      | Spriteful                 | Wasser marsch!               | 22. Dezember 2009                 |
| 21     | b      | Love Bites                | Der Liebeskäfer              | 27. Oktober 2010                  |
| 22     | a      | Mother Magic              | Die Hut-Modenschau           | 20. November 2009                 |
| 22     | b      | Buckin’ Bronco            | Die Rodeo-Kakerlake          | 28. Oktober 2010                  |
| 23     | a      | Ludwig In The Wild        | Ludwig in der Wildnis        | 24. Dezember 2009                 |
| 23     | b      | The Big Sneeze            | Der große Nieser             | 23. November 2009                 |
| 24     | a      | Hideous Halloween         | Grusliges Halloween          | 25. Dezember 2009                 |
| 24     | b      | Super Sized Elf           | Der übergroße Elf            | 1. November 2010                  |
| 25     | a      | Socks In The City         | Die Mode-Opfer               | 24. November 2009                 |
| 25     | b      | Possumbilities            | Pearlie als Hochzeitsplaner  | 2. November 2010                  |
| 26     | a      | Jingle Bell Park          | Das Weihnachtsbaum-Desaster  | 8. Februar 2010                   |
| 26     | b      | Starlight Spectacular     | Ein überraschendes Spektakel | 25. November 2009                 |

## Kritik
Die Filmwebsite Kino.de spricht positiv über liebenswerte Charaktere und lustige Geschichten innerhalb der Serie, die Optimismus und Enthusiasmus verbreiten. Das junge Publikum im Alter von vier und acht Jahren würde die „fröhliche Glamour-Elfe“ lieben. Pearlie zeigt Kindern „wie wichtig es ist, bestimmte Regeln einzuhalten, trotz aller Probleme einen kühlen Kopf zu bewahren und füreinander da zu sein“, heißt es.